# Індіанола (Небраска)
Індіанола (англ. Indianola) — місто (англ. city) в США, в окрузі Ред-Віллоу штату Небраска. Населення — 524 особи (2020).

## Географія
Індіанола розташована за координатами 40°14′5″ пн. ш. 100°25′11″ зх. д. / 40.23472° пн. ш. 100.41972° зх. д. (40.234629, -100.419843).  За даними Бюро перепису населення США в 2010 році місто мало площу 3,23 км², уся площа — суходіл.

## Демографія
Згідно з переписом 2010 року, у місті мешкали 584 особи в 256 домогосподарствах у складі 160 родин. Густота населення становила 181 особа/км².  Було 295 помешкань (91/км²).
Расовий склад населення:
| - 98,1 % — білих - 0,3 % — корінних американців - 0,2 % — азіатів |

До двох чи більше рас належало 0,9 %. Частка іспаномовних становила 1,5 % від усіх жителів.
За віковим діапазоном населення розподілялося таким чином: 24,7 % — особи молодші 18 років, 59,4 % — особи у віці 18—64 років, 15,9 % — особи у віці 65 років та старші. Медіана віку мешканця становила 42,8 року. На 100 осіб жіночої статі у місті припадало 106,4 чоловіків;  на 100 жінок у віці від 18 років та старших — 104,7 чоловіків також старших 18 років.
Середній дохід на одне домашнє господарство  становив 57 114 долари США (медіана — 42 313), а середній дохід на одну сім'ю — 64 159 доларів (медіана — 56 667). Медіана доходів становила 41 696 доларів для чоловіків та 23 207 доларів для жінок. За межею бідності перебувало 13,2 % осіб, у тому числі 27,2 % дітей у віці до 18 років та 8,6 % осіб у віці 65 років та старших.
Цивільне працевлаштоване населення становило 319 осіб. Основні галузі зайнятості: освіта, охорона здоров'я та соціальна допомога — 23,2 %, сільське господарство, лісництво, риболовля — 13,2 %, роздрібна торгівля — 12,9 %.